# Kachemak
Kachemak város az USA Alaszka államában, Kenai Peninsula megyében. Lakosainak száma 576 fő (2020. április 1.).

## Népesség
A település népességének változása:

| 2010 | 472 |
| 2020 | 576 |